# Jürgen Hennig

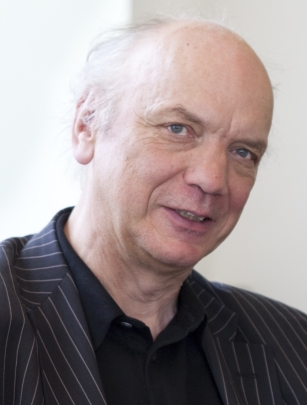
Jürgen Hennig (2010)

Jürgen Klaus Hennig (nǎscut la 5 martie 1951 la Stuttgart – Germania) este un chimist german, și specialist in fizica aplicatǎ în medicina. Este recunoscut în întreaga lume ca fiind unul dintre pionierii imagisticii prin rezonanțǎ magneticǎ nuclerǎ (RMN). Este director științific al Departamentului de Radiologie și Chairman al Magnetic Resonance Development and Application Center (MRDAC) la Universitatea din Freiburg. În 2003, a fost distins cu premiul de cercetare Max-Plank în categoria științe biomedicale.

## Biografie

### Cariera științificǎ
Între anii 1969 și 1977, Jürgen Hennig a urmat studii de chimie la Stuttgart, Londra, München și Freiburg. În perioada 1977 - 1981, a lucrat ca și cercetator la Institutul de Chimie Fizicǎ al Universitații Albert-Ludwig din Freiburg. Aici, sub îndrumarea Prof. Herbert Zimmermann, a studiat în cadrul tezei sale de doctorat cu subiectul: Masuratori RMN ale schimburilor cinetice intramoleculare. În aceastǎ perioadǎ a asistat la un expozeu inaugural al directorului sǎu de teza Hans-Heinrich Limbach despre lucrǎrile viitorului laureat al premiului Nobel, Paul Lauterbur, în domeniul imagisticii prin rezonanța magneticǎ (IRM).
Între 1982 și 1983, Jürgen Hennig lucreazǎ ca și cercetator post-doctoral la Universitatea din Zürich unde a făcut cercetari în domeniul spectroscopiei CIDNP. În aceastǎ perioadǎ a inrodus și utilizat o prima secvențǎ proprie de achiziție RMN, cu scopul de a mǎsura procesele de schimb intra-molecular. În aceastǎ perioadǎ Jürgen Hennig a decis sǎ-și consacre activitatea de cercetare pentru dezvoltarea de noi metode in domeniul Rezonanței Magnetice Nucleare (RMN).
În 1984 începe cariera de cercetator la Departamentul de Radiologie al Centrului Medical Univeristar din Freiburg si dezvoltǎ metoda de achizitie Rapid Acquisition with Relaxation Enhancement (RARE) în colaborare cu firma Bruker Medizintechnick GmbH. În 1989, Jürgen Hennig își susține teza de doctorat la Facultatea de Medicina a Universitații Albert-Ludwig din Freiburg. În 1991 este numit professor la Clinica Universitarǎ din Freiburg și director al grupului de cercetare IRM. În 1998 este numit director al secțiunii Imagistica Funcționala Fizico-Medicalǎ al Departamentului de Radiologie și creează centrul de aplicații medicale prin rezonanțǎ magneticǎ, Magnetic Resonance Development and Application Center (MRDAC).
În 2004, Prof. Hennig este numit director științific al Departamentului de Radiologie la Centrul Medical Universitar din Freiburg. Grupul de cercetare pe care l-a creat și pe care îl conduce cuprindea la sfîrsitul anului 2012 aproximativ optzeci de cercetǎtori si tehnicieni în domeniul fizicii medicale.
Jürgen Hennig a fost ales în 1999 președinte al International Society for Magnetic Resonance in Medicine (ISMRM), organizația cea mai importanta în domeniul imagisticii medicale prin rezonanța magneticǎ. Din 2011, devine membru al Academiei Naționale de Știința Leopoldina.

### Lucrǎri
Jürgen Hennig a avut numeroase contribuții fundamentale la dezvoltarea imagisticii medicale prin rezonanța magneticǎ. Utilizând metoda multi-echo (Carr-Purcell-Meiboom-Gill - CPMG) a dezvoltat în 1984 secvența de achiziție Rapid Acquisition with Relaxation Enhancement (RARE). Datoritǎ acestor contribuții inovative, timpul de achiziție al imaginilor IRM a putut fi redus in mod significativ. Aceasta a reprezentat un pas important in dezvoltarea imagisticii RMN aplicatǎ pentru diagnosticul medical. Technica de achiziție RARE permite obținerea rapidǎ de imagini RMN cu un contrast T2 foarte relevant pentru diagnosticul medical. Metoda RARE a fost pubilcatǎ pentru prima datǎ în revista de specialitate germanǎ Der Radiologe [5]. Prima submisie într-o revistǎ de specialitate internaționala a fost refuzatǎ, cu argumentul ca “Aceastǎ metodǎ a fost deja testatǎ si nu poate sa funcționeze”. Tehnica fost publicatǎ în 1986 într-un jurnal de specialitate internațional și la ora actualǎ face parte din metodele cele mai folosite pentru diagnostic utilizând imagistica RMN. Metoda mai este cunoscutǎ sub numele Turbo Spin Echo (TSE) și Fast Spin Echo (FSE).
În anul 2001, Jürgen Hennig publică metoda Hyperecho[7]. Cu această methodă, rata de absorbție specifică (SAR) a unei secvențe RARE poate fi redusă semnificativ, mențânand în integralitate calitatea imaginii obținute. Acest lucru este deosebit de important pentru aplicațiile medicale care utilizează tomografe IRM cu camp magnetic puternic (high field MRI).
În 2008, Prof. Jürgen Hennig introduce și publică un nou concept metodologic de imagisticǎ RMN, utilizând gradienți de câmp non-liniari. Aceastǎ metodǎ de achiziție permite obținerea unei rezoluții mai mari la periferia creierului în cazul achiziției unei imagini în regiunea cranianǎ.

## Legăturile cu Asia
În anul 1985 Prof. Hennig instalează în Asia, la Guangzhou primul tomograf IRM de pe teritoriul Chinei. Prima imagine prin rezonanța magnetică obținută în China a fost așadar achiziționată utilizand acest scanner, pe data de 25 decembrie 1985. De atunci, Prof. Hennig a participat la instalarea mai multor sisteme de imagistică RMN pe teritoriul chinez. 
Începând din 1993, Jürgen Hennig este președinte si membru fondator al European-Chinese Society for Clinical Magnetic Resonance. De asemenea este membru de onoare al Societații Chineze de Radiologie.
În anul 2010 lui Jürgen Hennig îi este acordată cea mai importantă distincție științifică taiwaneză, premiul Tsungming-Tu. Un an mai tarziu ii este acordat premiul « Einstein-Professor » al Academiei Chineze de Științe. Începând cu anul 2004 Jürgen Hennig este membru al Academiei de Științe a Republicii Tatarstan. Printre alte numeroase colaborări științifice se numără și colaborările cu Hongkong, Coreea de Sud și Singapore.

## Premii
- 1992: Premiul Societǎții Europene de Rezonanță Magnetică
- 1993: Premiul anului 1993 pentru Imagistică prin Rezonanță Magnetică (Kernspintomographie-Preis)
- 1994: Medalia de Aur a Societății Internaționale de Rezonanță Magnetică (ISMRM)
- 2003: Premiul de cercetare Max Planck la categoria Biofizica și Fizică Medicală
- 2006: Medalia Albers-Schönberg acordată de către Societatea Germană de Radiologie
- 2010: Premiul Tsungming-Tu acordat de către Consiliul Național de Științe al Republicii Taiwan